# 歯周嚢胞
歯周嚢胞（ししゅうのうほう）は炎症性あるいは発育性の歯原性嚢胞の一つ。通常、萌出中の大臼歯の歯冠や歯根に関連して出現する。この嚢胞が萌出中の第三大臼歯の遠心（同部に発生する歯周嚢胞をHofrath嚢胞と呼ぶ。）や歯列の他の場所で成長すると、単に歯周嚢胞と呼ばれる。しかし、6歳から10歳の下顎第一大臼歯頬側根分岐部に発生した嚢胞はbuccal bifurcation cystと呼び、これは他の歯周嚢胞と比較して特徴的な臨床的特徴を持ち、管理における考慮が必要である。